# Никандр (архиепископ Ростовский)

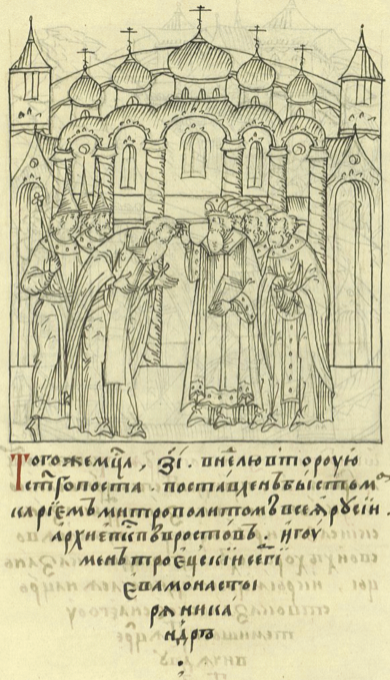
Митрополит Макарий посвящает Никандра в епископы ростовские

Архиепископ Никандр (ум. 25 сентября 1566) — епископ Русской православной церкви, архиепископ Ростовский, Ярославский и Белозерский.

## Биография
Родился будущий иерарх, очевидно, в конце XV — начале XVI века. Предание свидетельствует, что он происходил из ярославской деревни Вертлово. Родителей его звали Григорий и Евдокия.
С 1543 по 1545 годы — игумен Троице-Сергиева монастыря.
17 марта 1549 года хиротонисан во епископа Ростовского с возведением в сан архиепископа.
В 1551 году принимал участие в Стоглавом Соборе.
В 1552 году крестил в Троице-Сергиевом монастыре старшего сына царя Ивана Грозного Дмитрия.
В 1553 году участвовал в Соборе по поводу еретических учений Матвея Башкина, Феодосия Косого.
В 1555 году принимал участие в хиротонии первого Казанского святителя — архиепископа Гурия (Руготина).
В 1563 году владыка участвует во встрече царя Ивана Грозного после полоцкого похода.

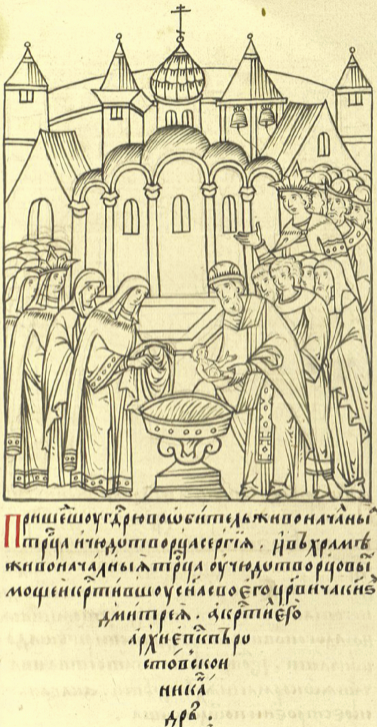
Епископ Ростовский Никандр крестит царевича Дмитрия

В 1564 году в связи со смертью митрополита Макария принимал участие в избрании митрополита Московского и всея Руси Афанасия.
В 1564 году царь Иван Грозный оставил трон и удалился в Александровскую слободу. Архиепископ Никандр вместе с четырьмя владыками и несколькими архимандритами ездили в Александровскую слободу и били челом царю о его возвращении.
Участник 02 июля Земского собора 1566 года, а 25 июля 1566 года участвовал в хиротонии митрополита Московского и всея Руси Филиппа (Колычёва).
Пользовался расположением царя Ивана Грозного и получил от него жалованные грамоты на многие села, деревни и угодия для своего архиерейского дома.
Скончался 25 сентября 1566 года в Москве от паралича. Погребен в Троице-Сергиевом монастыре. Над его могилой был установлен надгробный камень с надписью: "Преосвященный архиепископ Никандр Ростовский и Ярославский представился 7076 (1567) сентября в 25 день".